# Parafia św. Katarzyny Aleksandryjskiej w Zgierzu
Parafia św. Katarzyny Aleksandryjskiej w Zgierzu – najstarsza parafia rzymskokatolicka w Zgierzu. Należąca do dekanatu zgierskiego. Powstała w 1215 roku.
Kościołem parafialnym jest kościół św. Katarzyny Aleksandryjskiej. Mieści się przy placu Jana Pawła II. Parafię zamieszkuje 7150 osób.

## Proboszczowie
- 1255 – Parafia św. Mikołaja (do XIV w.) Alexius (Aleksy)
- 1295 – 1333 – ks. Jaschon (Jan, Jaśko)
- 1390 – 1407 – ks. Petrasius (Piotr)
- 1398 – ks. Adalbertus (Wojciech)
- 1418 – 1425 – ks. Michał
- 1430 – ks. Nicolaus Swanthoslai
- 1442 – ks. Jan Kraska
- 1459 – ks. Stefan
- 1487 – ks. Jan Konarski
- 1521 – ks. Tomasz Rożnowski
- 1560 – Bractwo Różańca Świętego
- 1593 – ks. Klonowski
- 1593 – (kanonik łęczycki)
- 1593 – 1622 – ks. Jackowski
- 1622 – ks. Jan Madaliński
- 1639 – ks. Jakub
- 1667 – 1680 – ks. Kazimierz Dunin – Głuszczyński
- 1684 – ks. Mikołaj Jabłoński
- 1708 – ks. Franciszek Reglewicz
- 1726 – ks. Adam Goszczyński
- 1743 – ks. Antoni Karski, kanonik łęczycki
- 1771–1793 – ks. Paweł Antoni Colonna Żaboklicki
- 1793–1800 – ks. Jan Siegel
- 1801–1802 – ks. Mateusz Piekarski
- 1802–1810 – ks. Marcin Jarecki
- 1810–1829 – ks. Józef Goldtmann
- 1829–1832 – ks. Piotr Makowski
- 1833 – ks. Antoni Oyszanowski
- 1832–1836 – ks. Władysław Rosielewski
- 1836–1856 – ks. Fabian Holegerber (lub Hirschberger)
- 1856–1896 – ks. Antoni Gabryelski
- 1896–1906 – ks. hr. Roman Rembieliński
- 1906–1920 – ks. Michał Stefański
- 1920–1921 – ks. prałat Wacław Wyrzykowski
- 1921–1925 – ks. Stanisław Junosza Szaniawski
- 1925–1930 – ks. kanonik Hipolit Pyszyński
- 1930–1937 – ks. prałat Jan Cesarz I
- 1937–1939 – ks. kanonik dr Adam Roszkowski
- 1939–1941 – ks. kanonik Zygmunt Wroński
- 1945–1960 – ks. prałat Leon Leszczyński
- 24 listopada 1960 – 5 grudnia 1970 – ks. prałat Leon Leszczyński
- 19 stycznia 1971 – 13 grudnia 1981 – ks. dr Ignacy Krzyżaniak
- 18 lutego 1982 – 30 sierpnia 1990 – ks. prałat Stanisław Socha
- 30 sierpnia 1990 – 30 czerwca 2013 – ks. Mirosław Benedykt Strożka
- od 1 lipca 2013 – ks. Andrzej Chmielewski